# Mademoiselle de Maupin (novela)
Mademoiselle de Maupin es una novela epistolar francesa escrita por Théophile Gautier y publicada en 1835. Primera gran obra del autor mencionado, esta historia cuenta la vida de Madeleine de Maupin y sus numerosas y sabrosas aventuras galantes. Operando como una especie de manifiesto del parnasianismo, este texto es célebre por su prefacio, donde Gautier fustiga las visiones moralistas y utilitarias de la literatura. Allí igualmente señala su concepción respecto del arte : independiente e inútil, el arte no persigue nada más que lo bello. Aquí, Gautier se revela como un verdadero precursor del parnasianismo y de la doctrina de « l’art pour l’art ».
En esta novela, Gautier cuenta la vida de Madeleine de Maupin quien, antes de sucumbir a los avances de los hombres, desea en realidad travestirse con la finalidad de explorar y descubrir sus propios secretos. Por tanto este "personaje" tiene una vida social activa y recorre el mundo, bajo el nombre de Théodore, en busca de aventuras galantes. Albert, el "héroe" de la primera parte del libro, que sospecha la verdad, de todas maneras se enamora de Madeleine. Y por su parte Rosette, la conquista anterior de Albert, es engañada por un disfraz y se enamora de Théodore/Madeleine, quien por otro lado debe pelearse a duelo por haberse negado a casarse con una jovencita.

## Resumen delPrefacio
Sobre la virtud y la inmoralidad en la literatura

Une des choses les plus burlesques de la joyeuse époque où nous avons le bonheur de vivre est incontestablement la réhabilitation de la vertu entreprise par tous les journaux, de quelque couleur qu’ils soient, rouges, verts ou tricolores. La vertu est assurément quelque chose de fort respectable, et nous n’avons pas envie de lui manquer, Dieu nous en préserve ! La bonne et digne femme ! (...) mais il me semble naturel de lui préférer, surtout quand on a vingt ans, quelque petite immoralité bien pimpante, bien coquette (...) Les journalistes les plus monstrueusement vertueux ne sauraient être d’un avis différent, et, s’ils disent le contraire, il est très probable qu’ils ne le pensent pas. Penser une chose, en écrire une autre, cela arrive tous les jours, surtout aux gens vertueux.

Sobre las críticas literarias

Le critique qui n’a rien produit est un lâche. C’est comme un abbé qui courtise la femme d’un laïque : celui-ci ne peut lui rendre la pareille.

Sobre la utilidad de lo bello

Rien de ce qui est beau n’est indispensable à la vie. - On supprimerait les fleurs, le monde n’en souffrirait pas matériellement ; qui voudrait cependant qu’il n’y eût plus de fleurs ? Je renoncerais plutôt aux pommes de terre qu’aux roses, et je crois qu’il n’y a qu’un utilitaire au monde capable d’arracher une plate-bande de tulipes pour y planter des choux. À quoi sert la beauté des femmes ? Pourvu qu’une femme soit médicalement bien conformée, en état de faire des enfants, elle sera toujours assez bonne pour des économistes. À quoi bon la musique ? à quoi bon la peinture ? Qui aurait la folie de préférer Mozart à M. Carrel, et Michel-Ange à l’inventeur de la moutarde blanche ? Il n’y a de vraiment beau que ce qui ne peut servir à rien ; tout ce qui est utile est laid, car c’est l’expression de quelque besoin, et ceux de l’homme sont ignobles et dégoûtants, comme sa pauvre et infirme nature.

## Adaptaciones cinematográficas
- Mademoiselle de Maupin o Le chevalier de Maupin (1966), un film de Mauro Bolognini, con Catherine Spaak, Robert Hossein, Tomas Milian, y Ottavia Piccolo.